# Battle for Terra
Battle for Terra, originalmente como Terra, es una película animada de ciencia ficción del 2007, basada un cortometraje del mismo nombre sobre un planeta pacífico de alienígenas que intenta ser colonizado por la raza humana. La película fue dirigida por Aristomenis Tsirbas y cuenta con las voces de Brian Cox, Luke Wilson, Amanda Peet, Dennis Quaid, y Justin Long entre otros.
Se estrenó el 8 de septiembre de 2007, en el Festival Internacional de Cine de Toronto. Fue lanzada ampliamente en los EE. UU. el 1 de mayo de 2009. La película fue originalmente grabada en 2D pero también fue hecha así una segunda cámara se podía agregar a la película. Después que la película fuera mostrada en festivales y distribuidores mostraron interés en ella un pequeño equipo que fue contratado para hacer la película de nuevo en una perspectiva de una segunda cámara para un efecto 3D.
Ganó Gran Prize por Mejor Película de Animación en el Festival Internacional de Animación de Ottawa.

## Trama
La película trata sobre lo que pasó después de que la Tierra acabara inhabitable, los humanos encuentran un planeta pacífico de aliens inteligentes llamado Terra, los habitantes del planeta se enfrentan a la invasión del Hombre, cuando estos intentan colonizar su hogar. La súbita amistad entre una local y uno de los invasores, podría inclinar la balanza a favor de cualquiera de ellos.

## Elenco
- Evan Rachel Wood como Mala Evan.
- Brian Cox como General Hemmer.
- Luke Wilson como Jim Stanton.
- David Cross como Giddy.
- Justin Long como Senn.
- Amanda Peet como Maria Montez.
- Dennis Quaid como Roven.
- Chris Evans como Stewart Stanton.
- James Garner como Doron.
- Danny Glover como Presidente Chen.
- Mark Hamill como Elder Orin.
- Tiffany Brevard